# Copa Pan-Americana de Voleibol Feminino de 2011
O Copa Pan-Americana de Voleibol Feminino de 2011 foi a 10ª edição do torneio organizado pela União Pan-Americana de Voleibol (UPV), em parceria com a NORCECA e CSV, realizado no período de  1 a 9 de julho com as partidas realizadas  no Gimnasio Universitario UACJ e  Gimnasio Del COBACH, localizados na Ciudad Juárez e em Chihuahua, respectivamente;  contou com a participação de doze países e com vagas para disputar a edição do Grand Prix de Voleibol de 2012.
A Seleção Brasileira conquistou seu terceiro título na competição;e a atleta do time campeão, a oposto  Sheilla Castro foi eleita a Melhor Jogadora (MVP) de toda competição.

## Seleções participantes
As seguintes seleções participaram da Copa Pan-Americana de Voleibol Feminino:
| Equipe               | Última participação |
| -------------------- | ------------------- |
| México               | (Sede), 9º em 2010  |
| Argentina            | 5º em 2010          |
| Brasil               | 8º em 2010          |
| Canadá               | 7º em 2010          |
| Chile                | Estreante           |
| Costa Rica           | 11º em 2010         |
| Cuba                 | 4º em 2010          |
| Estados Unidos       | 3º em 2010          |
| Peru                 | 2º em 2010          |
| Porto Rico           | 6º em 2010          |
| República Dominicana | 1º em 2010          |
| Trinidad e Tobago    | 10º em 2010         |

## Formato da disputa
As doze seleções foram divididas proporcionalmente em Grupos A e B, em cada grupo as seleções se enfrentam entre si, e ao final dos confrontos a melhor equipe de cada grupo classifica-se automaticamente para as semifinais; já as segundas e terceiras posições disputaram as quartas de final (cruzamento olímpico).
As equipes posicionadas na quarta e quinta posição de cada grupo disputaram as classificações do quinto ao décimo lugares e as sextas colocadas disputaram a décima primeira colocação.
Os perdedores das quartas de final disputaram as classificações do sétimo ao décimo lugares, já os  vencedores das quartas de final disputaram as semifinais e destes confrontos as melhores equipes fizeram a final e os perdedores a disputa do bronze.

## Fase classificatória
Classificação

## Grupo A
|     |                      |     | Jogos | Jogos | Jogos | Resultados | Resultados | Resultados | Resultados | Resultados | Resultados | Sets | Sets | Sets   | Pontos | Pontos | Pontos |
| Pos | Equipe               | Pts | T     | V     | D     | 3–0        | 3–1        | 3–2        | 2–3        | 1–3        | 0–3        | V    | P    | R      | V      | P      | R      |
| --- | -------------------- | --- | ----- | ----- | ----- | ---------- | ---------- | ---------- | ---------- | ---------- | ---------- | ---- | ---- | ------ | ------ | ------ | ------ |
| 1   | República Dominicana | 15  | 5     | 5     | 0     | 4          | 1          | 0          | 0          | 0          | 0          | 15   | 1    | 15,000 | 403    | 308    | 1.308  |
| 2   | Cuba                 | 12  | 5     | 4     | 1     | 3          | 1          | 0          | 0          | 1          | 0          | 13   | 4    | 3.250  | 462    | 435    | 1.062  |
| 3   | Argentina            | 9   | 5     | 3     | 2     | 2          | 1          | 0          | 0          | 1          | 1          | 10   | 7    | 1.429  | 390    | 370    | 1.054  |
| 4   | Canadá               | 6   | 5     | 2     | 3     | 2          | 0          | 0          | 0          | 1          | 2          | 7    | 9    | 0.778  | 341    | 339    | 1.006  |
| 5   | México               | 3   | 5     | 1     | 4     | 1          | 0          | 0          | 0          | 0          | 4          | 3    | 12   | 0.250  | 289    | 356    | 0.812  |
| 6   | Chile                | 0   | 5     | 0     | 5     | 0          | 0          | 0          | 0          | 0          | 5          | 0    | 15   | 0,000  | 224    | 375    | 0.597  |

Resultados
| 1 de julho de 2011 15:00 P2P3 | Cuba  | 3 — 1             | Argentina   | Gimnasio Del COBACH, Chihuahua Público: 1 000 Árbitro(s): BRA Murilo Aguiar USA William Stanley |
| 1 de julho de 2011 15:00 P2P3 | 27 25 | Set 1 Set 2 Set 3 | 29 19 13 20 | Gimnasio Del COBACH, Chihuahua Público: 1 000 Árbitro(s): BRA Murilo Aguiar USA William Stanley |

| 1 de julho de 2011 17:40 P2P3 | República Dominicana | 3 — 0             | Canadá   | Gimnasio Del COBACH, Chihuahua Público: 3 000 Árbitro(s): TTO Brian Charles CRC Marvin Mora |
| 1 de julho de 2011 17:40 P2P3 | 25                   | Set 1 Set 2 Set 3 | 23 15 13 | Gimnasio Del COBACH, Chihuahua Público: 3 000 Árbitro(s): TTO Brian Charles CRC Marvin Mora |

| 1 de julho de 2011 21:12 P2P3 | Chile    | 0 — 3             | México | Gimnasio Del COBACH, Chihuahua Público: 5 500 Árbitro(s): PUR Héctor Ortiz PER James Castillo |
| 1 de julho de 2011 21:12 P2P3 | 22 19 15 | Set 1 Set 2 Set 3 | 25     | Gimnasio Del COBACH, Chihuahua Público: 5 500 Árbitro(s): PUR Héctor Ortiz PER James Castillo |

| 2 de julho de 2011 16:06 P2P3 | República Dominicana | 3 — 0             | Chile   | Gimnasio Del COBACH, Chihuahua Público: 1 052 Árbitro(s): PER James Castillo BRA Murilo Aguiar |
| 2 de julho de 2011 16:06 P2P3 | 25                   | Set 1 Set 2 Set 3 | 13 9 20 | Gimnasio Del COBACH, Chihuahua Público: 1 052 Árbitro(s): PER James Castillo BRA Murilo Aguiar |

| 2 de julho de 2011 18:00 P2P3 | Canadá      | 1 — 3                   | Argentina | Gimnasio Del COBACH, Chihuahua Público: 2 500 Árbitro(s): TTO Brian Charles CRC Marvin Mora |
| 2 de julho de 2011 18:00 P2P3 | 15 23 25 24 | Set 1 Set 2 Set 3 Set 4 | 25 21 26  | Gimnasio Del COBACH, Chihuahua Público: 2 500 Árbitro(s): TTO Brian Charles CRC Marvin Mora |

| 2 de julho de 2011 20:37 P2P3 | Cuba | 3 — 0             | México   | Gimnasio Del COBACH, Chihuahua Público: 4 200 Árbitro(s): USA William Stanley PUR Héctor Ortiz |
| 2 de julho de 2011 20:37 P2P3 | 25   | Set 1 Set 2 Set 3 | 20 15 19 | Gimnasio Del COBACH, Chihuahua Público: 4 200 Árbitro(s): USA William Stanley PUR Héctor Ortiz |

| 3 de julho de 2011 16:00 P2P3 | Cuba | 3 — 0             | Chile | Gimnasio Del COBACH, Chihuahua Público: 1 700 Árbitro(s): BRA Muirlo Aguiar PER James Castillo |
| 3 de julho de 2011 16:00 P2P3 | 25   | Set 1 Set 2 Set 3 | 10 14 | Gimnasio Del COBACH, Chihuahua Público: 1 700 Árbitro(s): BRA Muirlo Aguiar PER James Castillo |

| 3 de julho de 2011 18:00 P2P3 | República Dominicana | 3 — 0             | Argentina | Gimnasio Del COBACH, Chihuahua Público: 5 000 Árbitro(s): CRC Marvin Mora TTO Brian Charles |
| 3 de julho de 2011 18:00 P2P3 | 25                   | Set 1 Set 2 Set 3 | 23 20 19  | Gimnasio Del COBACH, Chihuahua Público: 5 000 Árbitro(s): CRC Marvin Mora TTO Brian Charles |

| 3 de julho de 2011 20:00 P2P3 | Canadá | 3 — 0             | México   | Gimnasio Del COBACH, Chihuahua Público: 5 000 Árbitro(s): PUR Héctor Ortiz USA William Stanley |
| 3 de julho de 2011 20:00 P2P3 | 25     | Set 1 Set 2 Set 3 | 18 15 18 | Gimnasio Del COBACH, Chihuahua Público: 5 000 Árbitro(s): PUR Héctor Ortiz USA William Stanley |

| 4 de julho de 2011 16:00 P2P3 | Argentina | 3 — 0             | Chile | Gimnasio Del COBACH, Chihuahua Público: 665 Árbitro(s): USA William Stanley TTO Brian Charles |
| 4 de julho de 2011 16:00 P2P3 | 25        | Set 1 Set 2 Set 3 | 21 15 | Gimnasio Del COBACH, Chihuahua Público: 665 Árbitro(s): USA William Stanley TTO Brian Charles |

| 4 de julho de 2011 18:00 P2P3 | Cuba | 3 — 0             | Canadá   | Gimnasio Del COBACH, Chihuahua Público: 1 000 Árbitro(s): CRC Marvin Mora PUR Héctor Ortiz |
| 4 de julho de 2011 18:00 P2P3 | 25   | Set 1 Set 2 Set 3 | 13 18 22 | Gimnasio Del COBACH, Chihuahua Público: 1 000 Árbitro(s): CRC Marvin Mora PUR Héctor Ortiz |

| 4 de julho de 2011 20:00 P2P3 | República Dominicana | 3 — 0             | México   | Gimnasio Del COBACH, Chihuahua Público: 3 800 Árbitro(s): PER James Castillo BRA Murilo Aguiar |
| 4 de julho de 2011 20:00 P2P3 | 25                   | Set 1 Set 2 Set 3 | 20 19 15 | Gimnasio Del COBACH, Chihuahua Público: 3 800 Árbitro(s): PER James Castillo BRA Murilo Aguiar |

| 5 de julho de 2011 16:00 P2P3 | Canadá | 3 — 0             | Chile    | Gimnasio Del COBACH, Chihuahua Público: 850 Árbitro(s): PUR Héctor Ortiz PER James Castillo |
| 5 de julho de 2011 16:00 P2P3 | 25     | Set 1 Set 2 Set 3 | 19 12 10 | Gimnasio Del COBACH, Chihuahua Público: 850 Árbitro(s): PUR Héctor Ortiz PER James Castillo |

| 5 de julho de 2011 18:00 P2P3 | Cuba        | 1 — 3                   | República Dominicana | Gimnasio Del COBACH, Chihuahua Público: 5 000 Árbitro(s): MEX Luís Macias TTO Brian Charles |
| 5 de julho de 2011 18:00 P2P3 | 25 33 20 21 | Set 1 Set 2 Set 3 Set 4 | 18 35 25             | Gimnasio Del COBACH, Chihuahua Público: 5 000 Árbitro(s): MEX Luís Macias TTO Brian Charles |

| 5 de julho de 2011 20:53 P2P3 | México   | 0 — 3             | Argentina | Gimnasio Del COBACH, Chihuahua Público: 5 000 Árbitro(s): BRA Murilo Aguiar USA William Stanley |
| 5 de julho de 2011 20:53 P2P3 | 18 23 14 | Set 1 Set 2 Set 3 | 25        | Gimnasio Del COBACH, Chihuahua Público: 5 000 Árbitro(s): BRA Murilo Aguiar USA William Stanley |

## Grupo B
|     |                   |     | Jogos | Jogos | Jogos | Resultados | Resultados | Resultados | Resultados | Resultados | Resultados | Sets | Sets | Sets  | Pontos | Pontos | Pontos |
| Pos | Equipe            | Pts | T     | V     | D     | 3–0        | 3–1        | 3–2        | 2–3        | 1–3        | 0–3        | V    | P    | R     | V      | P      | R      |
| --- | ----------------- | --- | ----- | ----- | ----- | ---------- | ---------- | ---------- | ---------- | ---------- | ---------- | ---- | ---- | ----- | ------ | ------ | ------ |
| 1   | Brasil            | 14  | 5     | 5     | 0     | 4          | 0          | 1          | 0          | 0          | 0          | 15   | 2    | 7.500 | 410    | 289    | 1.419  |
| 2   | Estados Unidos    | 13  | 6     | 4     | 2     | 4          | 0          | 0          | 1          | 0          | 1          | 14   | 6    | 2.333 | 403    | 293    | 1.375  |
| 3   | Porto Rico        | 9   | 5     | 3     | 2     | 2          | 1          | 0          | 0          | 0          | 2          | 9    | 7    | 1.286 | 359    | 330    | 1.088  |
| 4   | Peru              | 6   | 5     | 2     | 3     | 2          | 0          | 0          | 0          | 1          | 2          | 7    | 9    | 0.778 | 337    | 370    | 0.911  |
| 5   | Trinidad e Tobago | 3   | 5     | 1     | 4     | 1          | 0          | 0          | 0          | 0          | 4          | 3    | 12   | 0.250 | 279    | 362    | 0.771  |
| 6   | Costa Rica        | 0   | 5     | 0     | 5     | 0          | 0          | 0          | 0          | 0          | 5          | 0    | 15   | 0,000 | 232    | 376    | 0.617  |

Resultados
| 1 de julho de 2011 12:19 P2P3 | Porto Rico | 3 — 0             | Costa Rica | Gimnasio Universitario UACJ, Ciudad Juárez Público: 225 Árbitro(s): ARG Marcelo Pierobon CUB Ricardo Boroto |
| 1 de julho de 2011 12:19 P2P3 | 25         | Set 1 Set 2 Set 3 | 10 13 21   | Gimnasio Universitario UACJ, Ciudad Juárez Público: 225 Árbitro(s): ARG Marcelo Pierobon CUB Ricardo Boroto |

| 1 de julho de 2011 14:22 P2P3 | Brasil | 3 — 0             | Trinidad e Tobago | Gimnasio Universitario UACJ, Ciudad Juárez Público: 1 000 Árbitro(s): MEX Luís Macias CAN Scott Dziewirz |
| 1 de julho de 2011 14:22 P2P3 | 25     | Set 1 Set 2 Set 3 | 15 12 18          | Gimnasio Universitario UACJ, Ciudad Juárez Público: 1 000 Árbitro(s): MEX Luís Macias CAN Scott Dziewirz |

| 1 de julho de 2011 16:16 P2P3 | Estados Unidos | 3 — 0             | Peru  | Gimnasio Del COBACH, Chihuahua Público: 520 Árbitro(s): DOM YurI Ramirez MEX Daniel González |
| 1 de julho de 2011 16:16 P2P3 | 25             | Set 1 Set 2 Set 3 | 20 14 | Gimnasio Del COBACH, Chihuahua Público: 520 Árbitro(s): DOM YurI Ramirez MEX Daniel González |

| 2 de julho de 2011 16:00 P2P3 | Peru  | 3 — 0             | Trinidad e Tobago | Gimnasio Universitario UACJ, Ciudad Juárez Público: 1 000 Árbitro(s): CAN Scott Dziewirz ARG Marcelo Pierobon |
| 2 de julho de 2011 16:00 P2P3 | 25 29 | Set 1 Set 2 Set 3 | 15 17             | Gimnasio Universitario UACJ, Ciudad Juárez Público: 1 000 Árbitro(s): CAN Scott Dziewirz ARG Marcelo Pierobon |

| 2 de julho de 2011 18:02 P2P3 | Brasil | 3 — 0             | Costa Rica | Gimnasio Universitario UACJ, Ciudad Juárez Público: 1 500 Árbitro(s): CUB Ricardo Borroto MEX Daniel González |
| 2 de julho de 2011 18:02 P2P3 | 25     | Set 1 Set 2 Set 3 | 15 12 10   | Gimnasio Universitario UACJ, Ciudad Juárez Público: 1 500 Árbitro(s): CUB Ricardo Borroto MEX Daniel González |

| 2 de julho de 2011 20:00 P2P3 | Estados Unidos | 3 — 0             | Porto Rico | Gimnasio Universitario UACJ, Ciudad Juárez Público: 2 500 Árbitro(s): MEX Luís Macias DOM YurI Ramirez |
| 2 de julho de 2011 20:00 P2P3 | 25             | Set 1 Set 2 Set 3 | 17         | Gimnasio Universitario UACJ, Ciudad Juárez Público: 2 500 Árbitro(s): MEX Luís Macias DOM YurI Ramirez |

| 3 de julho de 2011 16:00 P2P3 | Peru  | 3 — 0             | Costa Rica | Gimnasio Universitario UACJ, Ciudad Juárez Público: 875 Árbitro(s): CAN Scott Dziewirz MEX Luís Macias |
| 3 de julho de 2011 16:00 P2P3 | 25 26 | Set 1 Set 2 Set 3 | 19 12 24   | Gimnasio Universitario UACJ, Ciudad Juárez Público: 875 Árbitro(s): CAN Scott Dziewirz MEX Luís Macias |

| 3 de julho de 2011 18:00 P2P3 | Estados Unidos | 3 — 0             | Trinidad e Tobago | Gimnasio Universitario UACJ, Ciudad Juárez Público: 1 000 Árbitro(s): DOM YurI Ramirez CUB Ricardo Borroto |
| 3 de julho de 2011 18:00 P2P3 | 25             | Set 1 Set 2 Set 3 | 11 17 18          | Gimnasio Universitario UACJ, Ciudad Juárez Público: 1 000 Árbitro(s): DOM YurI Ramirez CUB Ricardo Borroto |

| 3 de julho de 2011 20:00 P2P3 | Brasil | 3 — 0             | Porto Rico | Gimnasio Universitario UACJ, Ciudad Juárez Público: 2 050 Árbitro(s): MEX Daniel González ARG Marcelo Pierobon |
| 3 de julho de 2011 20:00 P2P3 | 25     | Set 1 Set 2 Set 3 | 21 10      | Gimnasio Universitario UACJ, Ciudad Juárez Público: 2 050 Árbitro(s): MEX Daniel González ARG Marcelo Pierobon |

| 4 de julho de 2011 16:00 P2P3 | Porto Rico | 3 — 0             | Trinidad e Tobago | Gimnasio Universitario UACJ, Ciudad Juárez Público: 250 Árbitro(s): MEX Luís Macias CUB Ricardo Borroto |
| 4 de julho de 2011 16:00 P2P3 | 25         | Set 1 Set 2 Set 3 | 16 20 18          | Gimnasio Universitario UACJ, Ciudad Juárez Público: 250 Árbitro(s): MEX Luís Macias CUB Ricardo Borroto |

| 4 de julho de 2011 18:00 P2P3 | Brasil | 3 — 0             | Peru     | Gimnasio Universitario UACJ, Ciudad Juárez Público: 1 000 Árbitro(s): MEX Daniel González DOM YurI Ramirez |
| 4 de julho de 2011 18:00 P2P3 | 25     | Set 1 Set 2 Set 3 | 11 18 23 | Gimnasio Universitario UACJ, Ciudad Juárez Público: 1 000 Árbitro(s): MEX Daniel González DOM YurI Ramirez |

| 4 de julho de 2011 20:03 P2P3 | Estados Unidos | 3 — 0             | Costa Rica | Gimnasio Universitario UACJ, Ciudad Juárez Público: 1 000 Árbitro(s): ARG Marcelo Pierobon CAN Scott Dziewirz |
| 4 de julho de 2011 20:03 P2P3 | 25             | Set 1 Set 2 Set 3 | 20 10 8    | Gimnasio Universitario UACJ, Ciudad Juárez Público: 1 000 Árbitro(s): ARG Marcelo Pierobon CAN Scott Dziewirz |

| 5 de julho de 2011 16:00 P2P3 | Costa Rica | 0 — 3             | Trinidad e Tobago | Gimnasio Universitario UACJ, Ciudad Juárez Público: 1 000 Árbitro(s): CAN Scott Dziewirz CUB Ricardo Borroto |
| 5 de julho de 2011 16:00 P2P3 | 21 15 22   | Set 1 Set 2 Set 3 | 25                | Gimnasio Universitario UACJ, Ciudad Juárez Público: 1 000 Árbitro(s): CAN Scott Dziewirz CUB Ricardo Borroto |

| 5 de julho de 2011 18:03 P2P3 | Peru        | 1 — 3                   | Porto Rico | Gimnasio Universitario UACJ, Ciudad Juárez Público: 2 950 Árbitro(s): DOM YurI Ramirez ARG Marcelo Pierobon |
| 5 de julho de 2011 18:03 P2P3 | 15 21 33 13 | Set 1 Set 2 Set 3 Set 4 | 25 31 25   | Gimnasio Universitario UACJ, Ciudad Juárez Público: 2 950 Árbitro(s): DOM YurI Ramirez ARG Marcelo Pierobon |

| 5 de julho de 2011 20:30 P2P3 | Brasil      | 3 — 2                         | Estados Unidos | Gimnasio Universitario UACJ, Ciudad Juárez Público: 4 076 Árbitro(s): MEX Daniel González CRC Marvin Mora |
| 5 de julho de 2011 20:30 P2P3 | 28 25 17 15 | Set 1 Set 2 Set 3 Set 4 Set 5 | 30 18 19 25 11 | Gimnasio Universitario UACJ, Ciudad Juárez Público: 4 076 Árbitro(s): MEX Daniel González CRC Marvin Mora |

## Classificação do 7º ao 10º lugares
Resultados
| 7 de julho de 2011 20:03 P2P3 | Peru | 3 — 0             | México | Gimnasio Universitario UACJ, Ciudad Juárez Público: 800 Árbitro(s): CUB Ricardo Borroto CAN Scott Dziewirz |
| 7 de julho de 2011 20:03 P2P3 | 25   | Set 1 Set 2 Set 3 | 23 22  | Gimnasio Universitario UACJ, Ciudad Juárez Público: 800 Árbitro(s): CUB Ricardo Borroto CAN Scott Dziewirz |

| 7 de julho de 2011 18:00 P2P3 | Canadá | 3 — 0             | Trinidad e Tobago | Gimnasio Universitario UACJ, Ciudad Juárez Público: 500 Árbitro(s): MEX Maricarmen Duran ARG Marcelo Pierobon |
| 7 de julho de 2011 18:00 P2P3 | 25     | Set 1 Set 2 Set 3 | 15 19 17          | Gimnasio Universitario UACJ, Ciudad Juárez Público: 500 Árbitro(s): MEX Maricarmen Duran ARG Marcelo Pierobon |

## Décimo primeiro lugar
Resultado
| 7 de julho de 2011 16:00 P2P3 | Chile    | 0 — 3             | Costa Rica | Gimnasio Universitario UACJ, Ciudad Juárez Público: 250 Árbitro(s): USA William Stanley MEX Daniel González |
| 7 de julho de 2011 16:00 P2P3 | 16 20 17 | Set 1 Set 2 Set 3 | 25         | Gimnasio Universitario UACJ, Ciudad Juárez Público: 250 Árbitro(s): USA William Stanley MEX Daniel González |

## Quartas de final
Resultados
| 7 de julho de 2011 18:00 P2P3 | Cuba  | 3 — 0             | Canadá   | Gimnasio Del COBACH, Chihuahua Público: 2 875 Árbitro(s): CRC Marvin Mora DOM Yury Ramirez |
| 7 de julho de 2011 18:00 P2P3 | 26 25 | Set 1 Set 2 Set 3 | 24 19 14 | Gimnasio Del COBACH, Chihuahua Público: 2 875 Árbitro(s): CRC Marvin Mora DOM Yury Ramirez |

| 7 de julho de 2011 20:00 P2P3 | Estados Unidos | 3 — 0             | Argentina | Gimnasio Del COBACH, Chihuahua Público: 3 880 Árbitro(s): TTO Brian Charles BRA Murilo Aguiar |
| 7 de julho de 2011 20:00 P2P3 | 25             | Set 1 Set 2 Set 3 | 13 14 19  | Gimnasio Del COBACH, Chihuahua Público: 3 880 Árbitro(s): TTO Brian Charles BRA Murilo Aguiar |

## Classificação do 5º ao 8º lugares
Resultados
| 8 de julho de 2011 16:00 P2P3 | Peru           | 2— 3                          | Argentina      | Gimnasio Universitario UACJ, Ciudad Juárez Público: 120 Árbitro(s): DOM Yuri Ramirez MEX Daniel González |
| 8 de julho de 2011 16:00 P2P3 | 19 25 24 25 12 | Set 1 Set 2 Set 3 Set 4 Set 5 | 25 15 26 22 15 | Gimnasio Universitario UACJ, Ciudad Juárez Público: 120 Árbitro(s): DOM Yuri Ramirez MEX Daniel González |

| 8 de julho de 2011 18:46 P2P3 | Canadá      | 1 — 3                   | Porto Rico | Gimnasio Universitario UACJ, Ciudad Juárez Público: 518 Árbitro(s): MEX Luís Macias CUB Ricardo Borroto |
| 8 de julho de 2011 18:46 P2P3 | 19 14 26 16 | Set 1 Set 2 Set 3 Set 4 | 25 24 25   | Gimnasio Universitario UACJ, Ciudad Juárez Público: 518 Árbitro(s): MEX Luís Macias CUB Ricardo Borroto |

## Nono lugar
Resultado
| 8 de julho de 2011 21:04 P2P3 | México   | 3 — 1                   | Trinidad e Tobago | Gimnasio Universitario UACJ, Ciudad Juárez Público: 500 Árbitro(s): CAN Scott Dziewirz PUR Héctor Ortiz |
| 8 de julho de 2011 21:04 P2P3 | 25 14 25 | Set 1 Set 2 Set 3 Set 4 | 18 16 25 19       | Gimnasio Universitario UACJ, Ciudad Juárez Público: 500 Árbitro(s): CAN Scott Dziewirz PUR Héctor Ortiz |

## Semifinais
Resultados
| 8 de julho de 2011 18:00 P2P3 | Brasil   | 3 — 1                   | Cuba        | Gimnasio Del COBACH, Chihuahua Público: 5 000 Árbitro(s): ARG Marcelo Pierobon CRC Marvin Mora |
| 8 de julho de 2011 18:00 P2P3 | 25 26 25 | Set 1 Set 2 Set 3 Set 4 | 19 14 28 15 | Gimnasio Del COBACH, Chihuahua Público: 5 000 Árbitro(s): ARG Marcelo Pierobon CRC Marvin Mora |

| 8 de julho de 2011 20:20 P2P3 | República Dominicana | 3 — 1                   | Estados Unidos | Gimnasio Del COBACH, Chihuahua Público: 5 000 Árbitro(s): BRA Murilo Aguiar TTO Brian Charles |
| 8 de julho de 2011 20:20 P2P3 | 21 25                | Set 1 Set 2 Set 3 Set 4 | 25 19 21       | Gimnasio Del COBACH, Chihuahua Público: 5 000 Árbitro(s): BRA Murilo Aguiar TTO Brian Charles |

## Sétimo lugar
Resultado
| 9 de julho de 2011 14:30 P2P3 | Peru     | 0 — 3                   | Canadá | Gimnasio Del COBACH, Chihuahua Público: 2 300 Árbitro(s): USA William Stanley MEX Maricarmen Duran |
| 9 de julho de 2011 14:30 P2P3 | 21 22 19 | Set 1 Set 2 Set 3 Set 4 | 25     | Gimnasio Del COBACH, Chihuahua Público: 2 300 Árbitro(s): USA William Stanley MEX Maricarmen Duran |

## Quinto lugar
Resultado
| 9 de julho de 2011 16:25 P2P3 | Argentina   | 2 — 3                         | Porto Rico  | Gimnasio Del COBACH, Chihuahua Público: 5 000 Árbitro(s): CUB Ricardo Borroto CAN Scott Dziewirz |
| 9 de julho de 2011 16:25 P2P3 | 25 23 21 13 | Set 1 Set 2 Set 3 Set 4 Set 5 | 23 21 25 15 | Gimnasio Del COBACH, Chihuahua Público: 5 000 Árbitro(s): CUB Ricardo Borroto CAN Scott Dziewirz |

## Terceiro lugar
Resultado
| 9 de julho de 2011 19:22 P2P3 | Cuba     | 0 — 3             | Estados Unidos | Gimnasio Del COBACH, Chihuahua Público: 5 112 Árbitro(s): BRA Murilo Aguiar DOM Yuri Ramirez |
| 9 de julho de 2011 19:22 P2P3 | 21 16 13 | Set 1 Set 2 Set 3 | 25             | Gimnasio Del COBACH, Chihuahua Público: 5 112 Árbitro(s): BRA Murilo Aguiar DOM Yuri Ramirez |

## Final
Resultado
| 9 de julho de 2011 21:20 P2P3 | Brasil | 3 — 0             | República Dominicana | Gimnasio Del COBACH, Chihuahua Público: 5 000 Árbitro(s): MEX Luís Macias TTO Brian Charles |
| 9 de julho de 2011 21:20 P2P3 | 25     | Set 1 Set 2 Set 3 | 20 22 19             | Gimnasio Del COBACH, Chihuahua Público: 5 000 Árbitro(s): MEX Luís Macias TTO Brian Charles |